# Jezioro Zajezierskie
Jezioro Zajezierskie – przepływowe jezioro rynnowe w Polsce położone w województwie pomorskim, w powiecie sztumskim, w granicach administracyjnych miasta Sztum, na obszarze Pojezierza Dzierzgońsko-Morąskiego.

## Hydronimia
Według urzędowego spisu opracowanego przez Komisję Nazw Miejscowości i Obiektów Fizjograficznych (KNMiOF) nazwa tego jeziora to Jezioro Zajezierskie. W różnych publikacjach i na mapach topograficznych jezioro to występuje pod nazwą Jezioro Sztumskie.

## Morfometria
Powierzchnia zwierciadła wody według różnych źródeł wynosi od 45,0 ha do 46,7 ha, do 50,1 ha.
Zwierciadło wody położone jest na wysokości 45,8 m n.p.m. Średnia głębokość jeziora wynosi 6,9 m, natomiast głębokość maksymalna 24,6 m.
W oparciu o badania przeprowadzone w 1994 roku wody jeziora zaliczono do wód pozaklasowych.